# ムナオビツグミ
ムナオビツグミ（Ixoreus naevius）は、スズメ目ツグミ科Ixoreus属に分類される鳥類。本種のみでIxoreus属を構成する。

## 分布
- 新北区に生息する。